# Jardín del Árido Patagónico
El Jardín del Árido Patagónico es un jardín botánico que se encuentra en Comodoro Rivadavia, siendo parte integrante de la Red Argentina de Jardines Botánicos. Su código de reconocimiento internacional es HRP.

## Localización
El Jardín del Árido Patagónico se encuentra ubicado en el predio de la Universidad Nacional de la Patagonia San Juan Bosco (UNPSJB), Facultad de Ciencias Naturales, Dep de Biología, Km 4, Comodoro Rivadavia, Chubut, Argentina.
- Teléfono: 54 (0297) 455-1162

## Historia
Este jardín botánico inició su vida en 1994 con campañas de recolección de germoplasma y semillas provenientes de otras instituciones. Desde su inauguración contó con un espacio de media hectárea, para el desarrollo de las plantas y un vivero, donde se acondicionan los plantines.
Desde 2004 se incorporó a la red de Red Argentina de Jardines Botánicos y a la Agenda Internacional para la Conservación en los Jardines Botánicos. Gracias a la incorporación el Jardín se fortaleció sobre la base de la capacitación en distintos talleres y seminarios organizados por la Red Argentina de Jardines Botánicos 
El 14 de octubre de 2005 se pudo oficializar su creación y apertura a la comunidad.

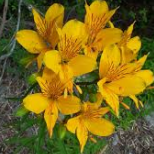
Lliliácea característica de la región patagónica. Flor con pétalos coloridos. Es herbácea y se propaga mucho por rizomas. Alcanza los 40-50 centímetros de altura

Para 2009 se logró la consolidación del jardín, planteando la continuidad del desarrollo de especies de importancia en el mantenimiento y estabilidad de áreas disturbadas y de otras que poseen interés como forrajeras. 
Actualmente algunas actividades que se desarrollan son mantenimiento de colecciones vivas; creación de un banco de germoplasma activo; colección y almacenamiento de semillas; para su utilización en docencia, investigación y repoblamiento.

## Colecciones
Sus colecciones están constituidas por las plantas patagónicas, perfectamente adaptadas a este clima frío y árido.
Destacan entre otras: 
- Plantas del género Atriplex, plantas forrajeras en esta zona, con varias especies como Atriplex nummularia, Atriplex lampa Gill., Atriplex sagittifolia Speg.
- Diversas plantas que se cultivan incluso con fines ornamentales para jardines áridos: Colliguaja integerrima (duraznillo), Retanilla patagonica (malaspina), Berberis heterophylla (calafate), Prosopis denudans (algarrobillo), Ephedra ochreata (sulupe), Schinus johnstonii (molle), Elymus subulatus, Grindelia chiloensis (botón de oro)

## Objetivo
Su objetivo es vincularse con la comunidad de la ciudad y en especial con las instituciones educativas.
Para su logro se brindan charlas a docentes y alumnos, de acuerdo con el nivel educativo al que pertenezcan, para darle mejor provecho a la visita guiada.
El recorrido es de aproximadamente 40 minutos, durante el mismo se realizan charlas guiadas.

## Temáticas del Jardín
- Características de la ecorregión patagónica.
- Características de la flora regional de la estepa.
- Adaptaciones de la flora regional al ambiente árido.
- Especies autóctonas y exóticas.
- Usos y aplicaciones de la flora regional.[3]

## Actividades
El jardín del Árido Patagónico cumple una función de conservación, preservando las especies amenazadas y en peligro de extinción. 
Desempeña una función didáctica, siendo un centro de aprendizaje, que brinda a las escuelas un aula viva donde aprender sobre el medio ambiente, las plantas y su cultivo.
Representa también un lugar de ocio para toda la comunidad donde se brinda una educación sobre la Naturaleza y modo de respetarla, mediante las visitas guiadas.